# Juillet 1815

## Événements

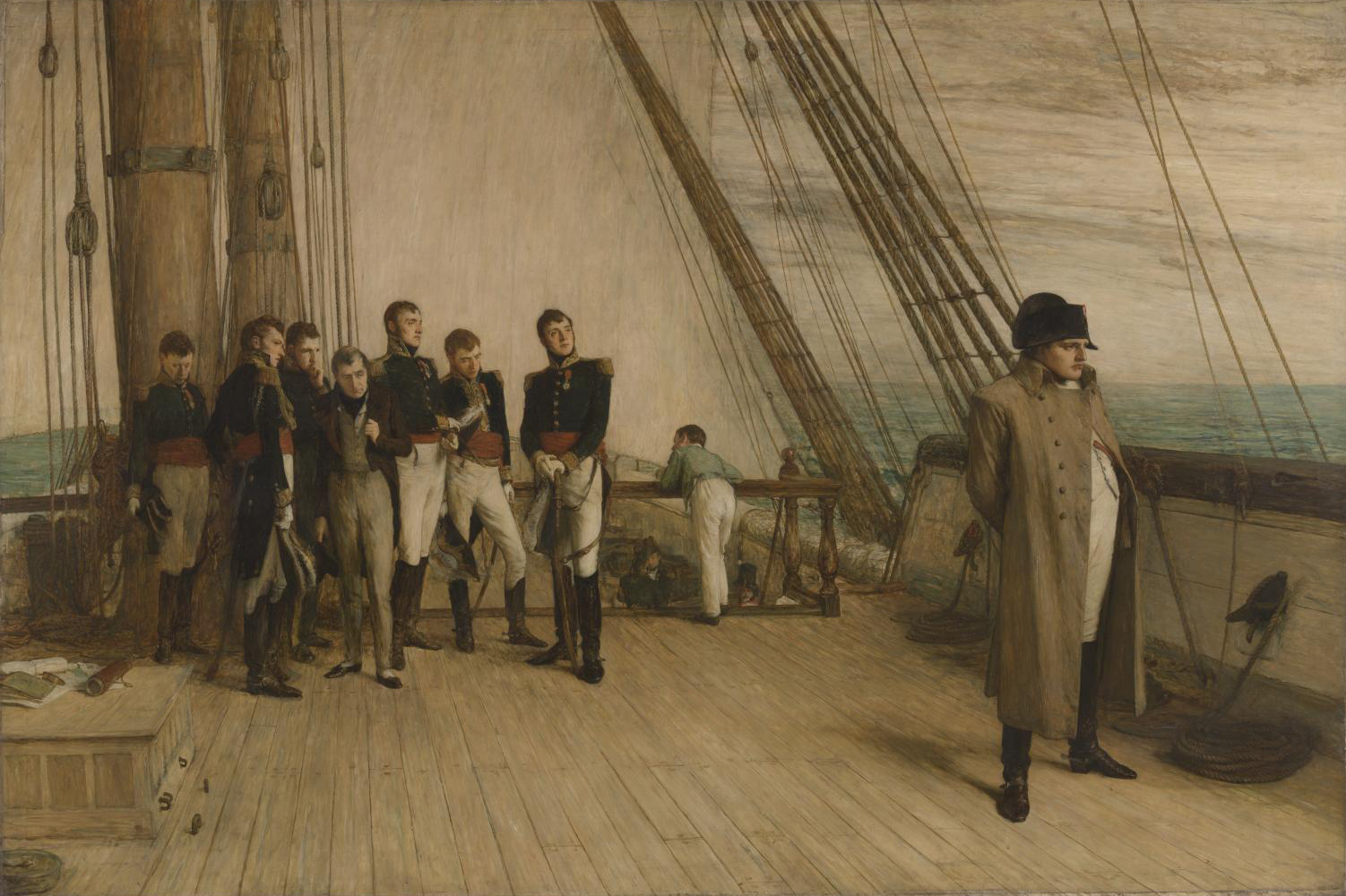
Napoléon à bord du Bellerophon, toile de William Quiller Orchardson (1880).

- France : Talleyrand devient président du conseil. Il démissionne le 24 septembre et Richelieu le remplace (fin en 1818).

- 1er juillet : victoire des troupes impériales napoléoniennes à la bataille de Rocquencourt sur les Prussiens.

- 3 juillet :
  - Victoire prussienne à la bataille d'Issy, dernière tentative de l'armée française pour défendre Paris. Napoléon se réfugie à Rochefort dans l’indifférence générale où il embarque sur un navire britannique, le Bellérophon, qui rejoint Plymouth le 14 juillet.
  - Traité de paix entre la régence d'Alger et les États-Unis, qui obtiennent un traité de commerce après avoir fait bombarder Alger par leur flotte[1].

- 5 juillet : victoire des patriotes de la Nouvelle-Grenade sur les Espagnols à la bataille du río Palo[2].

- 6 juillet : victoire navale des patriotes de la Nouvelle-Grenade sur les Espagnols au combat de Tolú[3].

- 8 juillet, France : Louis XVIII est de retour à Paris (seconde Restauration).

- 12 juillet, France : reddition de Maubeuge.

- 14 - 22 août : élection en France de la « Chambre introuvable » dominée par les ultra-royalistes[4].

- 15 juillet : Napoléon Ier se rend aux Anglais et quitte la France depuis l'Île d'Aix pour son exil définitif à l'Île Sainte-Hélène.

- 18 juillet - 16 septembre, États-Unis : traités de Portage des Sioux[5]. Accords entre le gouvernement américain et les Indiens, les américains obtiennent le droit d’exploiter les actuels territoires du Wisconsin, Minnesota, Iowa, Missouri, Wyoming, Montana et Dakota.

- 30 juillet : départ de Kronstadt pour le Pacifique de l'expédition d’Otto von Kotzebue sur le Riourik[6].

## Naissances
- 15 juillet : Jean-Achille Benouville, peintre français († 8 février 1891).
- 22 juillet : Robert Eberle, peintre allemand († 19 septembre 1860).